# Мои-де-л’Эн
Мои-де-л’Э́н (фр. Moÿ-de-l’Aisne) — коммуна на севере Франции, регион О-де-Франс, департамент Эна, округ Сен-Кантен, кантон Рибмон. Расположена в 15 км к югу от Сен-Кантена и в 34 км к северо-западу от Лана, в 1 км от автомагистрали А26 «Англия», на правом берегу реки Уаза.
Население (2018) — 981 человек.

## Население
| 1962 | 1968 | 1975 | 1982 | 1990 | 1999 | 2018 |
| ---- | ---- | ---- | ---- | ---- | ---- | ---- |
| 1211 | 1154 | 1126 | 1068 | 1017 | 1002 | 981  |

## Экономика
Уровень безработицы (2017) — 14,7 % (Франция в целом — 13,4 %, департамент Эна — 17,8 %). 

Среднегодовой доход на 1 человека, евро (2018) — 21 220 (Франция в целом — 21 730, департамент Эна — 19 690).
В 2010 году среди 625 человек трудоспособного возраста (15-64 лет) 448 были экономически активными, 177 — неактивными (показатель активности — 71,7 %, в 1999 году было 67,0 %). Из 448 активных жителей работали 405 человек (217 мужчин и 188 женщин), безработных было 43 (27 мужчин и 16 женщин). Среди 177 неактивных 56 человек были учениками или студентами, 53 — пенсионерами, 68 были неактивными по другим причинам.